# Tour de Murcie 2013
La 33e édition du Tour de Murcie a eu le 23 février 2013. La course fait partie du calendrier UCI Europe Tour 2013 en catégorie 1.1. À noter que la course se disputait par étapes lors des précédentes éditions.

## Présentation

### Équipes
Classé en catégorie 1.1 de l'UCI Europe Tour, le Tour de Murcie est par conséquent ouvert aux UCI ProTeams dans la limite de 50 % des équipes participantes, aux équipes continentales professionnelles, aux équipes continentales et à des équipes nationales.
11 équipes participent à ce Tour de Murcie - 5 ProTeams, 5 équipes continentales professionnelles et 1 équipe continentale :
| Nom de l'équipe   | Pays       | Code |
| ----------------- | ---------- | ---- |
| Astana            | Kazakhstan | AST  |
| Blanco            | Pays-Bas   | BLA  |
| Euskaltel Euskadi | Espagne    | EUS  |
| Movistar          | Espagne    | MOV  |
| Vacansoleil-DCM   | Pays-Bas   | VCD  |

| Nom de l'équipe      | Pays      | Code |
| -------------------- | --------- | ---- |
| Caja Rural           | Espagne   | CJR  |
| CCC Polsat Polkowice | Pologne   | CCC  |
| Cofidis              | France    | COF  |
| NetApp-Endura        | Allemagne | TNE  |
| Sojasun              | France    | SOJ  |

| Nom de l'équipe | Pays    | Code |
| --------------- | ------- | ---- |
| Euskadi         | Espagne | EUK  |

## Classement final
|    | Coureur            | Équipe               |    | Temps           |
| -- | ------------------ | -------------------- | -- | --------------- |
| 1  | Daniel Navarro     | Cofidis              | en | 4 h 40 min 42 s |
| 2  | Bauke Mollema      | Blanco               | +  | m.t             |
| 3  | Alejandro Valverde | Movistar             |    | m.t             |
| 4  | Robert Gesink      | Blanco               |    | m.t             |
| 5  | Luis Ángel Maté    | Cofidis              |    | m.t             |
| 6  | Igor Antón         | Euskaltel Euskadi    |    | m.t             |
| 7  | Davide Rebellin    | CCC Polsat Polkowice |    | m.t             |
| 8  | Jakob Fuglsang     | Astana               |    | m.t             |
| 9  | Jonathan Hivert    | Sojasun              |    | m.t             |
| 10 | Josué Moyano       | Caja Rural           |    | m.t             |

## Liste des participants
- Liste de départ complète